# 手信号
手信号（てしんごう）とは、手の動きや指の形によって意思疎通・意思表示のために行う指示する行為または、その指し示す表示のことである。
通常手信号が使われる場所やケースは、以下のものがある。
- 警察官等や運転者などが道路、特に交差点において交通整理若しくは合図に使用
- 鉄道の係員等が鉄道信号機の代用などとして使用[注釈 1]
- 声を発することができない警備、警察活動又は軍事行動中など[WEB 1][WEB 2]
- 声を伝える事が困難な水中でのダイビング[WEB 3][WEB 4]、
- ドメスティックバイオレンスを受けている状態で助けを求める、
- 喧騒などのため音声が通りづらい場所などでの通信（証券取引所の立ち会い取引等）

日本での鉄道信号機における手信号については、日本の鉄道信号#手信号、鉄道信号機#歴史を参照。

## 日本の道路における手信号

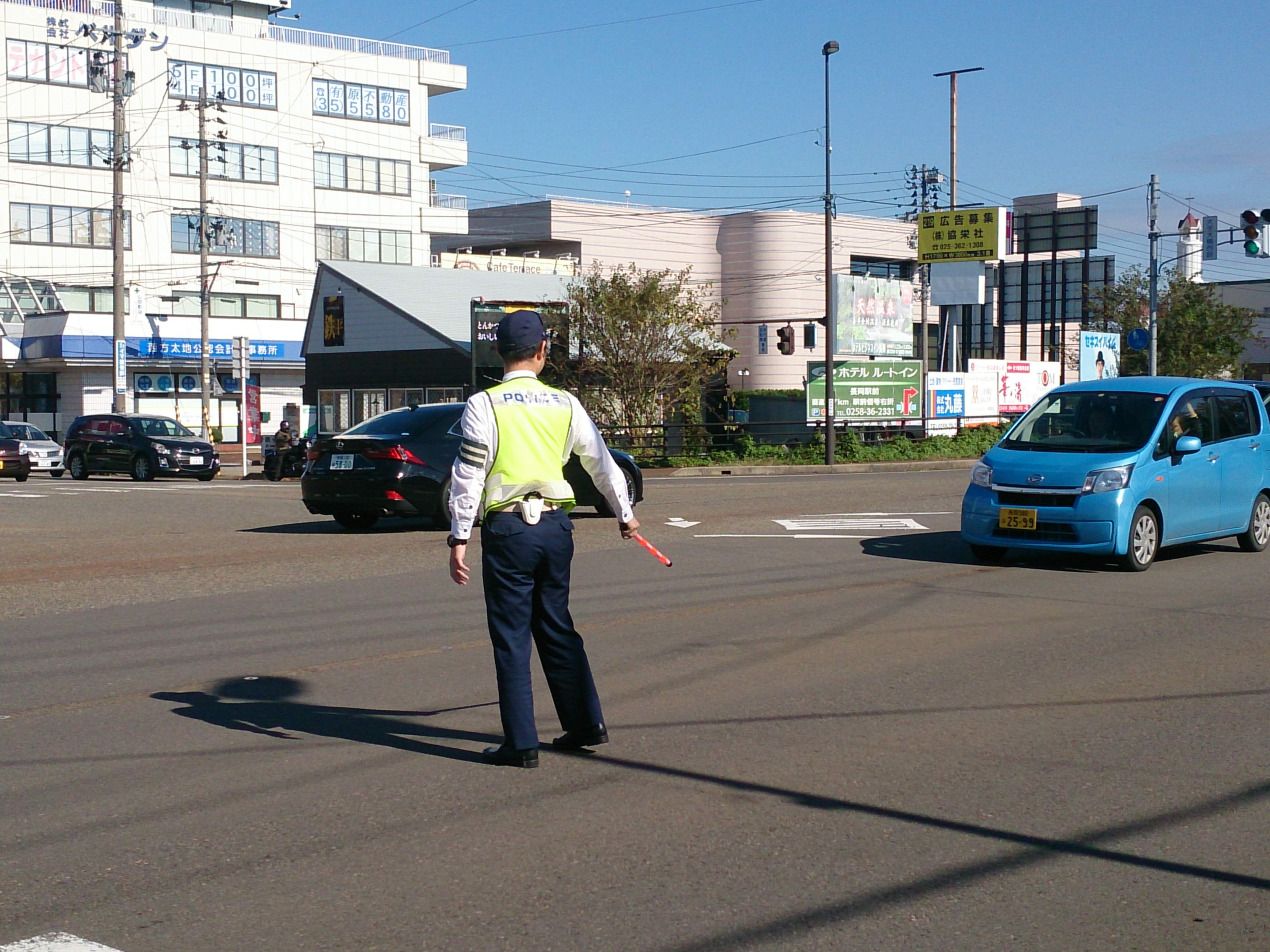
マラソン大会中に交差点で手信号を使う新潟県警察の機動隊員

日本の道路交通法によると、警察官及び交通巡視員は、「手信号等を用いて交通整理を行うことができる」とされている。
手信号には灯火によるものを含む。灯火には、通例、赤色に発光する誘導棒が使われる。
交通信号機が存在しないか又は乏しい時代若しくは地域においては、特に交通の頻繁な交差点において、日常的に見られていた。
現代においては、停電や故障、その他イベント類において、信号機が本来の役目を果たせない場合に代用的な役割として、あるいは交通事故その他の異常事態等において用いられる。
特に必要がある場合には、信号機が表示されている信号と異なる意味の手信号等を行うことが出来る（交通信号機#日本も参照）。また、信号機の表示と異なる手信号等が行われていた場合には、手信号等による表示が優先することとなっている。
また、車両等の運転者が方向指示器などの代わりとして、手信号による合図を出すこともある。

### 手信号等による交通整理
資格者
警察官、交通巡視員
手信号等の定義
資格者の手による合図、または資格者が持つ灯火による合図
手信号等の種類と意味は、道路交通法施行令で規定されている。
- 手による合図の場合

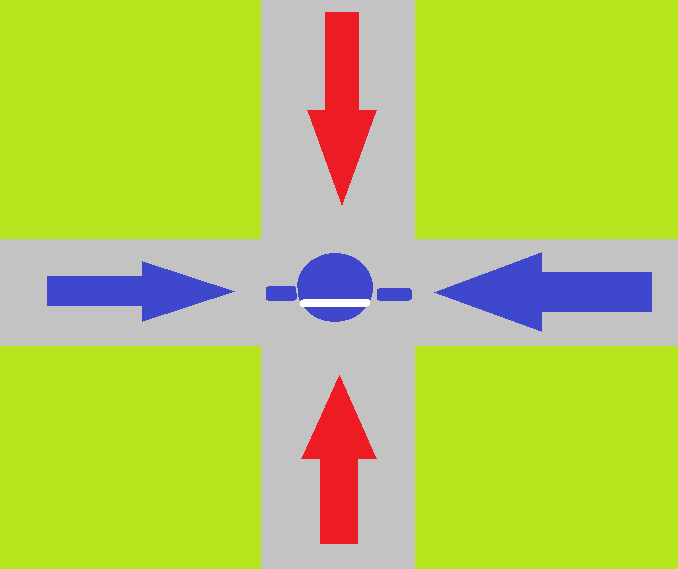
腕を水平にした場合の上からの図

  - 腕を横に水平にあげた状態[注釈 5]
    - 「横に水平にあげた腕」[注釈 6]と同じ方向：青色の灯火
    - 「横に水平にあげた腕」[注釈 6]に対面する方向：赤色の灯火

  - 腕を垂直にあげた状態[注釈 7]
    - 「腕を垂直にあげる前の状態」の「横に水平にあげた腕」と同じ方向：黄色の灯火
    - 「腕を垂直にあげる前の状態」の「横に水平にあげた腕」に対面する方向：赤色の灯火

- 灯火による合図の場合
  - 灯火を横に振っている状態

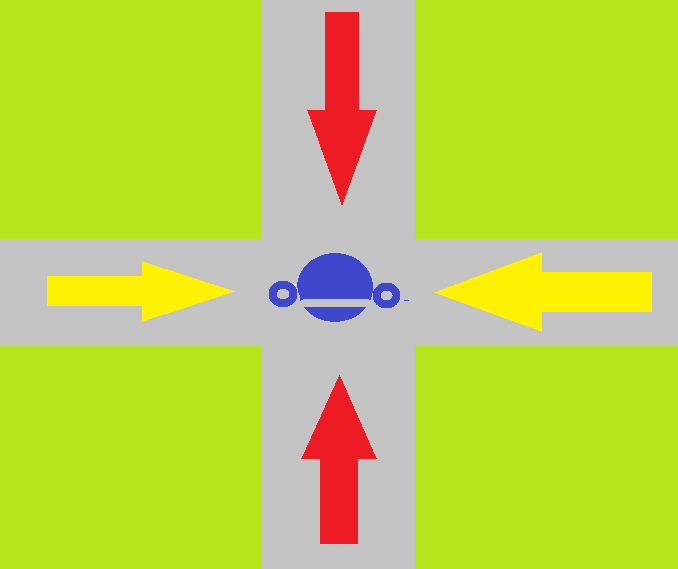
腕が垂直に上げた場合の上からの図

    - 「灯火が振られている方向」と同じ方向の交通：青色の灯火
    - 「灯火が振られている方向」と同じ方向の交通と、交差する交通：赤色の灯火

  - 灯火を頭上にあげている状態
    - 「灯火を頭上にあげる前の状態」の「灯火の振られていた方向」と同じ方向の交通：黄色の灯火
    - 「灯火を頭上にあげる前の状態」の「灯火の振られていた方向」と同じ方向の交通と、交差する交通：赤色の灯火
- 停止位置
  - 信号機がある場合と同様。ただし、交差点以外の場所で横断歩道、自転車横断帯又は踏切がない場所では、手信号を行う警察官の1メートル手前。

### 合図における手信号

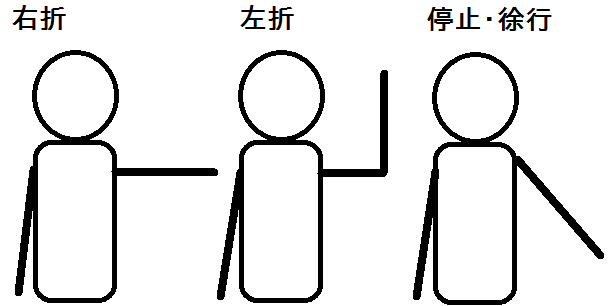
後方から見た手信号の模式図

自転車を含め、方向指示器や制動灯を備えないか若しくは故障した車両等の運転者は、方向指示器などの代わりとして手信号により合図を出すことが義務付けられている。
手信号の種類と意味は、道路交通法施行令で規定されている。
運転者が行なう場合は、左右どちらかの腕により行う。
- 片腕を真横水平に伸ばす - 右腕は右折または右方への進路変更、左腕は左折または左方への進路変更
- 片腕を真横水平にあげ、肘から上を垂直に折り曲げる - 右腕は左折または左方への進路変更、左腕は右折または右方への進路変更
- 片腕を真横斜め下45度に伸ばす -  停止または徐行（ブレーキ）
- 片腕を真下に伸ばし、掌を後方に向けた腕を後方斜めに振り続ける - 両腕とも後退（バック）